# Lake Rotokawau (Northland, Kaipara Harbour)
Der Lake Rotokawau ist ein See im Kaipara District in der Region Northland auf der Nordinsel von Neuseeland.

## Geographie
Der Lake Rotokawau befindet sich am südlichen Ende der breiten und langen Landzunge, die den nördlichen Teil des Kaipara Harbour von der Tasmansee trennt. Bis zum südlich befindlichen Kaipara Entrance liegen rund 4,0 km Dünenlandschaft dazwischen und bis zum Ufer des Kaipara Harbour nach Osten liegt eine Strecke von rund 2,3 km. Der See, der durch Windeinwirkung entstanden ist, umfasst eine Fläche von rund 26,74 Hektar und besitzt einen Umfang von rund 2,4 km. Die Länge des Sees misst rund 815 m in Nord-Süd-Richtung und die Breite rund 435 m in Ost-West-Richtung.
Der Lake Rotokawau ist maximal 12,96 m tief und verfügt über ein Wassereinzugsgebiet von 1,025 km². Beständige Zuläufe in Form von Bächen sind nicht vorhanden. Auch verfügt der See über keinen Abfluss. Der See ist komplett eingezäunt und die Uferlinien zu großen Teilen von Pinien bewachsen.